# Ralph Milner
Pour les articles homonymes, voir Milner.
Ralph Milner, né à Slackstead (Hurley), dans le Hampshire, en Angleterre, au début du XVIe siècle et exécuté à Winchester, dans le même comté, le 7 juillet 1591, est un laïc catholique anglais. C'est un martyr catholique, béatifié en 1929 et canonisé en 1970. Il est fêté le 7 juillet.

## Biographie
Il passa probablement la plus grande partie de son existence dans son village d'origine, où, étant pratiquement illettré, il subvint aux besoins de sa femme et de ses huit enfants en tant que laboureur. Il fut élevé comme anglican, mais se convertit au catholicisme. Cependant, le jour même de sa première communion, il fut arrêté et incarcéré à Winchester.
Sa bonne conduite le fit plusieurs fois libérer sur parole, et on lui confia même les clés de la prison. Cette tolérance lui permit d'y introduire des prêtres pour administrer les sacrements aux prisonniers catholiques. Il eut ensuite pour rôle d'escorter deux prêtre le père Thomas Stanney, puis plus tard son successeur à Winchester, le père Roger Dicconson, auprès de leurs ouailles dans les villages.
Finalement appréhendé avec le père Dicconson, Milner fut incarcéré avec lui dans une cellule de la prison de Winchester, dans l'attente d'être jugé. Le juge intima à Milner de se rendre ne fût-ce qu'une fois à l'église protestante et échapper ainsi au gibet. Il refusa et commença à se préparer à la mort. On tenta par tous les moyens de le faire renoncer à la foi catholique. Lorsqu'il s'approcha du gibet avec le père Dickenson, on lui amena ses enfants pour le faire céder enfin. Il demeura inébranlable dans ses convictions et donna à ses enfants sa dernière bénédiction.